# Serica foobowana
Serica foobowana är en skalbaggsart som beskrevs av K. Sawada 1937. Serica foobowana ingår i släktet Serica och familjen Melolonthidae. Inga underarter finns listade i Catalogue of Life.